# China Uncensored

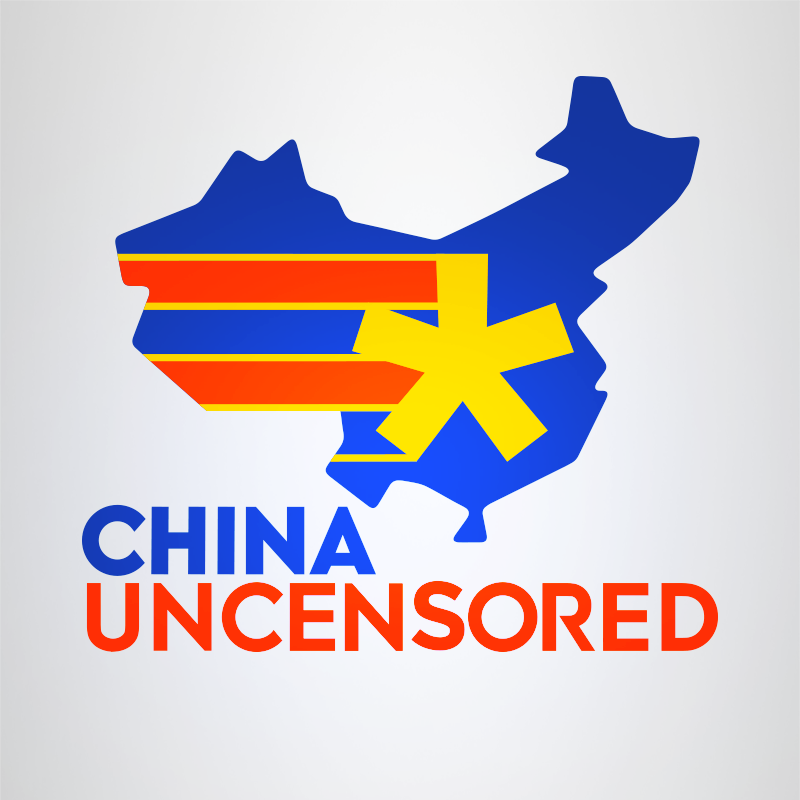
Logo de la chaîne.

China Uncensored (vietnamien : Trung Quốc không kiểm duyệt ; chinois : 中国解密 ; coréen : 차이나 언센서드) est une chaîne de vidéos sur YouTube qui se concentre sur les questions politiques sensibles en Chine et intègre des éléments d'humour et d'ironie. Chris Chappell est le présentateur de la série,. 
L'émission YouTube est compilée en épisodes d'environ 30 minutes diffusés par la New Tang Dynasty Television sise à New York, qui est affiliée au Falun Gong, un nouveau mouvement religieux interdit en Chine,. NTD ajoute des sous-titres chinois à ces épisodes les plus longs et les diffuse en Chine continentale.

## Présentateurs

### Chris Chappell
Chappell est l'animateur principal de la série. Originaire de Los Angeles, en Californie, il a déclaré à The Daily Dot qu'il s'est intéressé à la culture chinoise à l'âge de 19 ans, lorsqu'il est tombé malade et a été hospitalisé. Il a raconté à The Daily Dot que "les médecins ont dit que je pouvais avoir un virus cardiaque rare", mais après qu'un ami lui a fait découvrir le qigong, il "s'est rétabli le lendemain" de sa première session. Concernant la création de China Uncensored, il a déclaré : "J'étais reporter d'actualités sur la Chine et, finalement, je me suis lassé de l'attitude impartiale que vous deviez avoir en tant que reporter impartial. Je me suis dit : "Pourquoi ne pas suivre les traces de The Daily Show ou de The Colbert Report ?""

### Matt Gnaizda
Gnaizda est le producteur de la série et a effectué des remplacements ponctuels de Chappell comme animateur de la série.

## Blocage par Apple TV
En avril 2017, Apple TV a temporairement bloqué China Uncensored en Chine continentale, citant les lois locales, et a également bloqué l'émission à Hong Kong et Taïwan,,,.
Ce blocage a été interprété par les présentateurs de la chaîne et d'autres journalistes comme un acte de censure. Dans un communiqué de presse du 5 avril 2017, Chris Chappell écrit : « Je comprends parfaitement pourquoi nous sommes bloqués en Chine continentale. Nous perturbons clairement la propagande harmonieuse du parti communiste... mais Hong Kong et Taïwan ne sont pas censés être sous la loi chinoise. » Reporters sans frontières rappelle que la Chine est le deuxième marché d'Apple, après les États-Unis et avant l'Europe. Mais en 2016, Apple a subi une chute importante de ses ventes et de sa part du marché chinois au profit de ses rivaux chinois. « Nous condamnons avec véhémence cet acte de censure inacceptable et nous sommes alarmés par l'apparente insouciance avec laquelle Apple, l'un des géants de la distribution de programmes en ligne, semble prêt à sacrifier la liberté d'information au nom de sa part de marché », a déclaré Cédric Alviani, responsable du bureau de RSF à Taipei, qui couvre l'Asie du Nord.